# Epimedium chlorandrum
Epimedium chlorandrum là một loài thực vật có hoa trong họ Hoàng mộc. Loài này được Stearn mô tả khoa học đầu tiên năm 1997.